# تک‌لاکه‌پوش زنکویچ
تک‌لاکه‌پوش زنکویچ  (Monoplacophorus zenkevitchi) گونه‌ای از تک‌لاکه‌ای‌ها (monoplacophoran) است، یک نرم‌تن خاره‌چسب دریایی شبیه نرم‌تنان سطحی. تنها از یک نمونه جمع‌آوری شده از عمق ۲۰۰۰ متری در اقیانوس آرام، شمال آب‌سنگ جانستون و غرب هاوایی شناخته شده‌است.